# Kolossus
Kolossus – czwarty album studyjny norweskiej grupy muzycznej Keep of Kalessin. Wydawnictwo ukazało się 6 czerwca 2008 roku nakładem wytwórni muzycznej Indie Recordings.
W ramach promocji do utworu "Ascendant" został zrealizowany teledysk, który wyreżyserował Patric Ullaeus.
Album zadebiutował na 19. miejscu norweskiej listy sprzedaży.

## Lista utworów
Źródło.
| Nr | Tytuł utworu                    | Długość |
| -- | ------------------------------- | ------- |
| 1. | „Origin” (utwór instrumentalny) | 02:28   |
| 2. | „A New Empire's Birth”          | 05:50   |
| 3. | „Against the Gods”              | 08:46   |
| 4. | „The Rising Sign”               | 07:27   |
| 5. | „Warmonger”                     | 05:20   |
| 6. | „Escape the Union”              | 07:49   |
| 7. | „The Mark of Power”             | 04:55   |
| 8. | „Kolossus”                      | 07:15   |
| 9. | „Ascendant”                     | 04:31   |
|    |                                 | 54:21   |

## Wydania
| Rok  | Nr katalogowy | Format          | Wytwórnia        | Region            | Źródło |
| ---- | ------------- | --------------- | ---------------- | ----------------- | ------ |
| 2008 | 2148-2        | CD, Album + DVD | Nuclear Blast    | Stany Zjednoczone | [ 6 ]  |
| 2008 | INDIE013LP    | 2xLP, Album     | Indie Recordings | Norwegia          | [ 6 ]  |
| 2008 | INDIE013CD    | CD, Album       | Indie Recordings | Norwegia          | [ 6 ]  |
| 2008 | FO746CD       | CD, Album       | Фоно             | Rosja             | [ 6 ]  |